# Leptosiphon
Leptosiphon es un género con 50 especies de plantas con flores perteneciente a la familia Polemoniaceae. 

## Especies seleccionadas
- Leptosiphon acicularis - bristly linanthus
- Leptosiphon ambiguus - serpentine linanthus
- Leptosiphon androsaceus - false babystars
- Leptosiphon aureus - golden linanthus
- Leptosiphon bicolor - true babystars
- Leptosiphon bolanderi - Bolander's linanthus
- Leptosiphon breviculus - Mojave linanthus
- Leptosiphon ciliatus - whiskerbrush
- Leptosiphon filipes - thread linanthus
- Leptosiphon floribundum - manyflower linanthus
- Leptosiphon grandiflorus - largeflower linanthus
- Leptosiphon harknessii - Harkness flaxflower
- Leptosiphon jepsonii - Jepson's linanthus
- Leptosiphon latisectus - Coast Range linanthus
- Leptosiphon liniflorus - narrowflower flaxflower
- Leptosiphon minimus - babystars
- Leptosiphon montanus - mustang clover
- Leptosiphon nudatus - Tehachapi linanthus
- Leptosiphon nuttalli - Nuttall's linanthus
- Leptosiphon pachyphyllus - Sierra linanthus
- Leptosiphon parviflorus - variable linanthus
- Leptosiphon rattanii - Rattan linanthus
- Leptosiphon septentrionalis - northern linanthus
- Leptosiphon serrulatus - Madera linanthus